# Ornella Muti
Francesca Romana Rivelli, més coneguda com a Ornella Muti, (Roma, 1955) és una actriu italiana.

## Carrera professional
Muti debutà com a model quan tot just era una adolescent i va fer el salt cinematogràfic el 1970 a La moglie più bella (La dona més bella).
Ha treballat principalment en pel·lícules italianes, però s'estrenà al cinema britànic com la Princesa Aura a Flash Gordon el 1980. També aparegué en pel·lícules americanes com Oscar (1991) i Once Upon a Crime... (1992). Se la coneix especialment a França per aparèixer en un anunci de TV de pasta Panzani Giovanni.
Muti va ser votada com "La dona més bella del món" el 1994 per una enquesta a tot el món dels lectors de la revista Class.
El 1995 va ser nomenada comendadora de l'Orde al Mèrit de la República Italiana.
El 2008 va presentar la seva pròpia línia de joieria. Va obrir botigues noves a París, Milà, Roma, Riga, Moscou i Almaty. Té els pits assegurats per 350.000 dòlars estatunidencs.

## Vida familiar
És filla de pare napolità i mare estoniana. Té una germana gran, anomenada Claudia, nascuda el 1950.
Ha estat casada dues vegades, amb Alessio Orano (el seu company de repartiment a la pel·lícula "La moglie più bella", 1975-1981) i amb Federico Facchinetti (1988-1996). Des de 1998, ha estat vivint amb Piccolo Stefano, un cirurgià plàstic.
Té tres fills: Naik Rivelli (n. 1974), qui també és model i actriu amb gran semblança amb la seva mare, i el seu pare és el productor de cinema espanyol José Luis Bermúdez de Castro. Fruit del seu matrimoni amb Facchinetti va tindre un fill, Andrea, i una segona filla, Carolina.

## Filmografia
- La moglie più bella (1970)
- Il Sole nella pelle (1971)
- Le monache di Sant'Arcangelo (1973)
- Apassionada (Romanzo popolare) (1974)
- Appassionata (1970)
- Leonor (1975)
- Pure as a Lily (1976)
- La Dernière femme (1976)
- La stanza del vescovo (1977)
- La mort d'un home corrupte (Mort d'un pourri) (1977)
- I nuovi mostri (1977)
- Neapolitan Mystery (1978)
- La Vita è bella (1979)
- Flash Gordon (1980)
- Il Bisbetico Domato (1980)
- Innamorato pazzo (1981)
- Storie di ordinaria follia (1981)
- Love and Money (1982)
- La Ragazza di Trieste (1983)
- Un amour de Swann (1984)
- Casanova (1987)
- Crònica d'una mort anunciada (Cronaca di una morte annunciata) (1987)
- 'O Re (1989)
- Espera la primavera, Bandini (Wait Until Spring, Bandini) (1989)
- Il Viaggio di Capitan Fracassa (1990)
- Oscar (1991)
- Once Upon a Crime... (1992)
- El amante bilingüe (1993)
- Mi fai un favore (1996)
- Compromesso d'amore (1995)
- Pour rire! (1996)
- Somewhere in the City (1998)
- The Count of Monte Cristo (1998, minisèrie)
- The Unscarred (1999) actuant amb la seva filla Naike Rivelli
- Tierra del fuego (2000)
- Domani (2001)
- Il figlio prediletto (2001)
- Uomini & donne, amori & bugie (2001)
- Last Run (2002)
- Cavale (2002)
- Un couple épatant (2002)
- Après la vie (2002)
- Hotel' (2003)
- The heart is deceitful above all things (2004)
- Les Bronzés 3: Amis pour la vie (2006)
- The Inquiry (2007)
- Civico zero (2007)
- Doc West (2009)
- To Rome with Love (2012)